# Láscar
Pour les articles homonymes, voir Lascar.
Le Láscar est un volcan du Chili situé dans le nord du pays, dans les Andes. Considéré comme étant le volcan le plus actif de cette région du Chili, il est entouré par d'autres volcans comme l'Aguas Calientes, le Chiliques et l'Acamarachi.

## Géographie
Le Láscar est situé dans le nord du Chili, dans la cordillère des Andes. Administrativement, il est situé dans la province d'El Loa de la région d'Antofagasta. D'autres volcans se trouvent non loin tel l'Aguas Calientes, le Chiliques, le cerro Miscanti ou encore l'Acamarachi.
Culminant à 5 592 mètres d'altitude, le Láscar est un stratovolcan couronné de six cratères sommitaux qui se chevauchent. L'édifice, constitué de laves andésites dacitiques, est formé de deux structures recouvertes sur le flanc nord-ouest d'importantes coulées de lave. Autrefois concentrée sur la structure occidentale, l'activité volcanique s'est déplacée sur la structure orientale. Le Láscar est considéré comme le volcan le plus actif des Andes du nord du Chili en raison de ses 27 éruptions enregistrées entre 1848 et 2007.

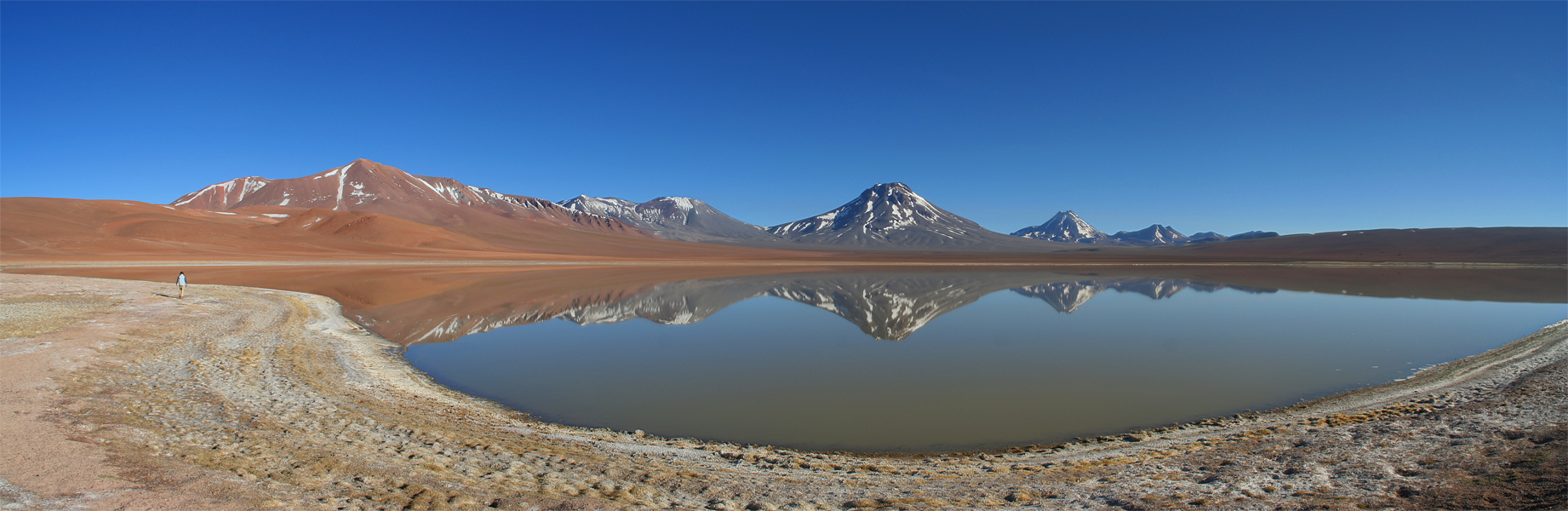
Vue du Láscar (centre gauche), de l'Aguas Calientes (centre) et de l'Acamarachi (centre droit) depuis la Laguna Lejía.

## Histoire

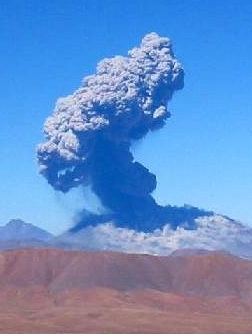
Vue d'un panache volcanique s'échappant du Láscar au cours de l'éruption de 2006.

La plus grande éruption connue du Láscar s'est déroulée il y a 26 500 ans. À l'époque, l'activité volcanique se situait au niveau du cône occidental et a donné naissance à trois cratères.
Avec la colonisation de l'intérieur des terres du Chili, les éruptions du Láscar sont mieux répertoriées. La première à être observée est celle de 1848 qui sera suivie de 29 autres éruptions jusqu'à celle de décembre 2022,. Ces éruptions peuvent produire des panaches volcaniques qui répandent des cendres volcaniques jusqu'à des centaines de kilomètres à la ronde. La plus grande éruption observée du Láscar est celle du 30 janvier à août 1993 qui a produit des nuées ardentes jusqu'à huit kilomètres et demi du sommet en direction du nord-ouest et des retombées de cendres volcaniques jusqu'à Buenos Aires, la capitale de l'Argentine. Au cours de cette éruption, un volume de 4,6 millions de mètres cubes de lave et un volume de cent millions de téphras seront émis.

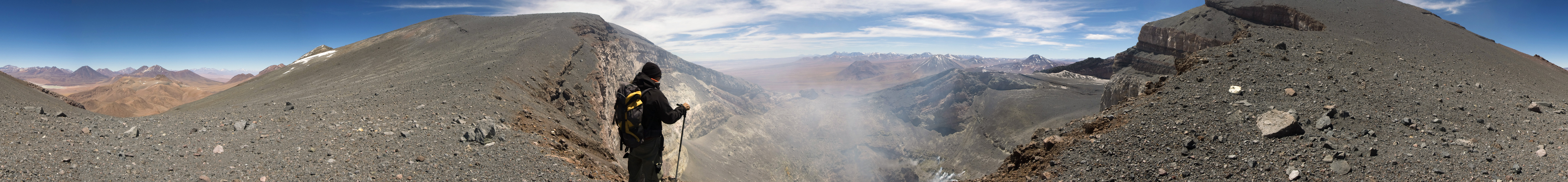
Vue panoramique du sommet du Láscar avec le cratère sommital.